# Zoe Jakob
Zoe Jakob (* 2. September 2000 in Schwerte) ist eine deutsche Kanutin im Kanuslalom (Canadier) und gleichzeitig Leichtathletin, spezialisiert auf den Stabhochsprung.

## Leben
Zoe Jakob wuchs in Schwerte in der Nähe der Ruhr auf. 2020 absolvierte sie ihr Abitur  am Märkischen Berufskolleg Unna und studierte seitdem an der IU Internationale Hochschule das Fach Psychologie.
Die Sportstiftung NRW unterstützte ihre sportlichen Aktivitäten ab 2018.

## Sportliche Karriere
Zoe Jakob begann 2011 mit dem Kanuslalom in der Bootsklasse Kajak (K1) für den KVS Schwerte zu fahren und startete parallel dazu in verschiedenen Disziplinen der Leichtathletik für die LG Olympia Dortmund. Im Kanuslalom startete sie kurze Zeit später zusätzlich in der Bootsklasse Canadier (C1), tatkräftig unterstützt von ihrem damaligen Trainer Ole Siegismund.
Für die Deutschen Schülermeisterschaften im Kanuslalom qualifizierte sie sich 2012 zum ersten Mal. Bereits 2014 konnte Zoe bei den Deutschen Schülermeisterschaften den 1. Platz in der Bootsklasse C1 erringen. Sie nahm 2014 an allen deutschen Meisterschaften teil, mit insgesamt 9 Starts im Kajak und Canadier in jeder der 4 Altersklassen von Schülerin A bis zur Leistungsklasse, sowohl im Einzel- und Mannschafts-Wettbewerben. Als jüngste Teilnehmerin beendete sie das Rennen in der Leistungsklasse mit Platz 21 von 31 Starterinnen. 2018 gelang ihr der Doppelerfolg bei den Deutschen Junioren-Meisterschaften sowohl im K1 als auch im C1. Seit 2017 war sie mit dem Canadier ständig Mitglied der Nationalmannschaft in ihrer jeweiligen Altersklasse und konnte einen Junioren-Weltmeistertitel mit der Mannschaft und in der Folge mehrere Vize-Europameistertitel im Einzel und mit der Mannschaft als Erfolg verbuchen.
In der Leichtathletik startete Zoe Jakob 2013 zum ersten Mal als Stabhochspringerin, trainiert von Kai Atzbacher, selbst ein erfolgreicher Stabhochspringer. Unter seiner Anleitung schaffte Zoe Jakob von der U16 bis zur U23 vier Platzierungen bei Deutschen Meisterschaften in ihren Altersklassen. Bisheriger Höhepunkt im Stabhochsprung war die Teilnahme an der U20-Weltmeisterschaft 2018 in Tampere, Finnland. Dort verpasste sie die Finalteilnahme nur knapp mit ihrer persönlichen Bestleistung von 4,10 m. Zoe Jakob war damit die beste deutsche Teilnehmerin im Stabhochsprungwettbewerb der Damen.
Die aktive Teilnahme an zwei Sommersportarten auf diesem Leistungsniveau ist mit vielen Problemen verbunden; sowohl im Training als auch bei Wettkämpfen konkurrieren die Terminpläne der beiden Sportarten miteinander. So startete sie z. B. im Sommer 2018 am 14. Juli 2018 bei den U20-Weltmeisterschaften in Tampere als Stabhochspringerin und drei Tage später, ab dem 17. Juli 2018, bei den Junioren-Weltmeisterschaften im Kanuslalom in Ivrea, Italien.
Als Auszeichnung für ihre sportlichen Erfolge wurde Zoe Jakob 2018 der Felix-Award vom Landessportbund und der Landesregierung NRW als „Newcomerin des Jahres“ verliehen. Sie erhielt von knapp 90.000 abgegebenen Stimmen die meisten Votings vor Keisha Kwadwo und Jule Hake.

## Erfolge

### Kanuslalom

#### International
- 2021 - 10. Platz Europameisterschaften U23 C1 Damen
- 2021 - 19. Platz Weltmeisterschaften U23 C1 Damen
- 2021 - 1. Platz ICF Meran C1 Damen
- 2020 - 14. Platz Europameisterschaften U23 C1 Damen
- 2020 - 2. Platz Europameisterschaften U23 Mannschaft C1 Damen
- 2019 - 50. Platz Weltcup-Gesamtwertung C1 Damen
- 2019 - 9. Platz Weltmeisterschaften U23 Mannschaft C1 Damen
- 2019 - 21. Platz Weltmeisterschaften U23 C1 Damen
- 2019 - 19. Platz Europameisterschaften U23 C1 Damen
- 2019 - 6. Platz Europameisterschaften U23 Mannschaft C1 Damen
- 2018 - 9. Platz Junioren-Weltmeisterschaften C1 Damen
- 2018 - 4. Platz Junioren-Weltmeisterschaften Mannschaft C1 Damen
- 2018 - 3. Platz Junioren-Europameisterschaften Mannschaft C1 Damen
- 2018 - 4. Platz Junioren-Europameisterschaften C1 Damen
- 2017 - 1. Platz Junioren-Weltmeisterschaften Mannschaft C1 Damen
- 2017 - 6. Platz Junioren-Weltmeisterschaften C1 Damen
- 2017 - 2. Platz Junioren-Europameisterschaften C1 Damen
- 2017 - 2. Platz Junioren-Europameisterschaften Mannschaft C1 Damen

#### National
- 2021 - 1. Platz Deutsche Meisterschaften - C1 Damen
- 2020 - 4. Platz Deutsche Meisterschaften – C1 Damen
- 2019 - 17. Platz Deutsche Meisterschaften K1 Damen
- 2019 - 8. Platz Deutsche Meisterschaften C2 mixed mit Patrick Raab
- 2019 - 3. Platz Deutsche Meisterschaften C2 mixed mit Patrick Raab
- 2019 - 3. Platz Deutsche Meisterschaften C1 Damen
- 2019 - 8. Platz Deutsche Meisterschaften Mannschaft K1 Damen
- 2018 - 2. Platz Deutsche Junioren-Meisterschaften Mannschaft C1 Damen
- 2018 - 2. Platz Deutsche Junioren-Meisterschaften Mannschaft K1 Damen
- 2018 - 1. Platz Deutsche Junioren-Meisterschaften C1 Damen
- 2018 - 1. Platz Deutsche Junioren-Meisterschaften K1 Damen
- 2018 - 3. Platz Deutsche Junioren-Meisterschaften Mannschaft C1 Herren
- 2017 - 6. Platz Deutsche Junioren-Meisterschaften C1 Damen
- 2017 - 7. Platz Deutsche Junioren-Meisterschaften Mannschaft C1 Herren
- 2017 - 6. Platz Deutsche Junioren-Meisterschaften Mannschaft K1 Damen
- 2017 - 4. Platz Deutsche Junioren-Meisterschaften K1 Damen
- 2016 - 15. Platz Deutsche Meisterschaften K1 Damen
- 2016 - 3. Platz Deutsche Meisterschaften Mannschaft C1 Damen
- 2016 - 14. Platz Deutsche Meisterschaften C1 Damen
- 2016 - 7. Platz Deutsche Junioren-Meisterschaften Mannschaft K1 Damen
- 2016 - 3. Platz Deutsche Junioren-Meisterschaften Mannschaft C1 Damen
- 2016 - 3. Platz Deutsche Jugend-Meisterschaften C1 Damen
- 2016 - 1. Platz Deutsche Jugend-Meisterschaften K1 Damen
- 2015 - 8. Platz Deutsche Meisterschaften C1 Damen
- 2015 - 28. Platz Deutsche Meisterschaften K1 Damen
- 2015 - 10. Platz Deutsche Junioren-Meisterschaften Mannschaft K1 Damen
- 2015 - 7. Platz Deutsche Junioren-Meisterschaften Mannschaft C1 Herren
- 2015 - 4. Platz Deutsche Jugend-Meisterschaften K1 Damen
- 2015 - 5. Platz Deutsche Jugend-Meisterschaften C1 Damen
- 2014 - 21. Platz Deutsche Meisterschaften K1 Damen
- 2014 - 2. Platz Deutsche Junioren-Meisterschaften Mannschaft C1 Damen
- 2014 - 5. Platz Deutsche Jugend-Meisterschaften K1 Damen
- 2014 - 8. Platz Deutsche Jugend-Meisterschaften C1 Damen
- 2014 - 4. Platz Deutsche Schülermeisterschaften (Schüler A) Mannschaft C1 Herren
- 2014 - 4. Platz Deutsche Schülermeisterschaften (Schüler A) Mannschaft K1 Damen
- 2014 - 2. Platz Deutsche Schülermeisterschaften (Schüler A) Mannschaft C2 Herren mit Patrick Raab
- 2014 - 1. Platz Deutsche Schülermeisterschaften (Schüler A) – C1 Damen
- 2014 - 7. Platz Deutsche Schülermeisterschaften (Schüler A) – K1 Damen
- 2013 - 3. Platz Deutsche Schülermeisterschaften (Schüler A) – C1 Damen
- 2013 - 20. Platz Deutsche Schülermeisterschaften (Schüler A) – K1 Damen
- 2012 - 5. Platz Deutsche Schülermeisterschaften (Schüler A) Mannschaft C1 Herren –
- 2012 - 10. Platz Deutsche Schülermeisterschaften (Schüler A) Mannschaft K1 Damen

### Stabhochsprung

#### International
- 2018 - 13. Platz U20-Weltmeisterschaft, Tampere, Finnland

#### National
- 2019 - 3. Platz Deutsche Meisterschaften U23
- 2018 - 2. Platz Deutsche Meisterschaften U20
- 2017 - 4. Platz Deutsche Meisterschaften U18
- 2017 - 1. Platz Westdeutsche Meisterschaften U18 (Halle)
- 2017 - 1. Platz Westfälische Meisterschaften U18 (Halle)
- 2016 - 1. Platz Westfälische Meisterschaften U18 (Halle)
- 2015 - 3. Platz Deutsche Schülermeisterschaften U16